# Zygmunt Bolesław Żywocki
Zygmunt Bolesław Żywocki ps. „Adam”, „Anioł”, „Dzięcioł”, „Kłos”, „Kostur”, „Wujek” (ur. 25 grudnia 1889 w Krakowie, zm. 12 października 1969 w Częstochowie) – podpułkownik piechoty Wojska Polskiego, kawaler Orderu Virtuti Militari.

## Życiorys
Zygmunt Żywocki urodził się 25 grudnia 1889 roku w Krakowie, w rodzinie Józefa i Marii. W 1917 roku zdał maturę i w lutym tego samego roku został powołany do cesarskiej i królewskiej armii. Po ukończeniu szkolenia został skierowany na front włoski, na którym służył do zakończenia wojny jako chorąży.
Po powrocie do Krakowa zgłosił się do tworzącego się Wojska Polskiego i został skierowany do 11 pułku piechoty w Będzinie. W 1920 roku brał udział w wojnie polsko-bolszewickiej, po jej zakończeniu pozostał w wojsku. W 1934 roku został dowódcą kompanii, a następnie batalionu w 27 pułku piechoty w Częstochowie. Pełnił funkcję komendanta Szkoły Podchorążych Rezerwy Piechoty w 7 Dywizji Piechoty.
W czasie kampanii wrześniowej dowodził II batalionem 27 pułku piechoty. Podczas okupacji działał od 1940 roku ZWZ, a potem w Armii Krajowej. Pełnił funkcje:
- dowódcy Obwodu Sandomierz (15 stycznia 1940 – maj 1940)
- komendanta Obwodu Jędrzejów (maj 1940 – lipiec 1941)
- komendanta Obwodu Kielce (wrzesień 1941 – maj 1942)
- komendanta Inspektoratu Radom (październik 1942 – styczeń 1945)

W czasie służby w AK został awansowany do stopnia podpułkownika, a po jej rozwiązaniu wstąpił do WiN. Nocą z 8 na 9 września 1945 roku organizował rozbicie więzienia w Radomiu. Już 13 października tego samego roku został aresztowany i skazany na karę śmierci, zamienioną na 10 lat pozbawienia wolności, a następnie w 1947 roku na 5 lat. Zwolniony z więzienia 8 listopada 1950 roku, ale nadal szykanowany. Na wolności pracował od 1956 roku w wodociągach miejskich w Częstochowie. Zmarł w 1969 roku i został pochowany na cmentarzu komunalnym w Nowym Sączu. Jego synem był Zygmunt Włodzimierz Żywocki, konstruktor silników i nauczyciel akademicki.

## Ordery i odznaczenia
- Krzyż Srebrny Orderu Wojskowego Virtuti Militari
- Krzyż Walecznych – dwukrotnie
- Medal Pamiątkowy za Wojnę 1918–1921[3]
- Medal Dziesięciolecia Odzyskanej Niepodległości[3]

## Awanse[1]
- podporucznik – 10 września 1919
- porucznik – 3 maja 1922
- kapitan – 3 grudnia 1930
- major – 19 marca 1938
- podpułkownik – ?